# Ryan Fisher
Ryan Fisher (5 de abril de 1991) é um triatleta profissional australiano.

## Carreira

### Rio 2016
Ryan Fisher competiu na Rio 2016, ficando em 24º lugar com o tempo de 1:48.34.